# Just Friends (альбом Хелен Меррилл)
Just Friends — студийный альбом американской певицы Хелен Меррилл, выпущенный в 1989 году на лейбле EmArcy Records. Записан был во Франции при участии саксофониста Стэн Гетца, а также с пианистом Йоахимом Кюном (которого в трёх из девяти песен заменил Торри Зито), басистом Жаном-Франсуа Дженни-Кларком и барабанщиком Дэниелем Хумайром. Эта запись была сделана при поддержке телекоммуникационной организации France Télécom Foundation.

## Отзывы критиков
| Оценки критиков                            | Оценки критиков |
| Источник                                   | Оценка          |
| ------------------------------------------ | --------------- |
| AllMusic                                   | [ 1 ]           |
| The Encyclopedia of Popular Music          | [ 2 ]           |
| MusicHound Jazz: The Essential Album Guide | [ 3 ]           |
| The Rolling Stone Jazz & Blues Album Guide | [ 4 ]           |

Рецензент журнала Cash Box написал: «Боже, Гетц вернулся с удвоенной силой. Дополнять вокалистов всегда было его специальностью (помните Аструд Жилберту?), и он дополняет интимный, замшевый вокал Меррилл бархатным тенором. Элегантный, зрелый альбом».
Скотт Яноу из AllMusic: «Певице-ветерану Хелен Меррилл на этом прекрасном сете очень помогает тёплый тенор Стэна Гетца, который всегда был идеальным выбором для аккомпанирования вокалистам. Она звучит весьма вдохновенно в таких композициях, как „Just Friends“, „It Don’t Mean a Thing“, „Yesterdays“ и даже „It’s Not Easy Being Green“. Практически все записи Хелен Меррилл являются особыми мероприятиями из-за продуманности планирования и продуманных идей, которые в них заложены; этот рекомендуемый сет не исключение».

## Список композиций
1. «Cavatina» (Клео Лейн, Стэнли Мейерс) — 5:47
2. «It Never Entered My Mind» (Ричард Роджерс, Лоренц Харт) — 6:12
3. «Just Friends» (Джон Кленнер, Сэмюэл Льюис) — 4:38
4. «It Don’t Mean a Thing (If It Ain’t Got That Swing)» (Дюк Эллингтон, Ирвинг Миллс) — 6:01
5. «Baby Ain’t I Good to You» (Дон Редман) — 2:50
6. «It’s Not Easy Being Green» (Джо Рапозо) — 2:54
7. «If You Go Away» (Жак Брель, Род Маккуэн) — 4:02
8. «Yesterdays» (Джером Керн, Отто Харбах) — 6:43
9. «Music Maker» (Хелен Меррилл, Торри Зито) — 5:17

## Участники записи
- Бас-гитара — Жан-Франсуа Дженни-Кларк[фр.]
- Вокал — Хелен Меррилл
- Продюсер — Жан-Филипп Аллар, Киёси Кояма[нем.]
- Тенор-саксофон — Стэн Гетц
- Ударные — Даниэль Хумайр[нем.]
- Фортепиано — Йоахим Кюн[нем.] (1-4, 8, 9), Торри Зито[англ.] (5-7)